# Deuda climática

Emisiones atmosféricas antropogénicas acumuladas per cápita, clasificadas por país, medidas entre los años 1950 y 2000

La deuda climática es un concepto que hace referencia a la responsabilidad histórica de los países industrializados en la emisión excesiva de gases de efecto invernadero, los cuales han contribuido significativamente al calentamiento global. Esta deuda no solo implica un costo financiero, sino también el costo de transformar las sociedades y economías para reducir drásticamente las emisiones, un proceso conocido como mitigación. Además, la deuda climática incluye lo que se denomina la "deuda por desarrollo", que debe ser compensada con el acceso a servicios básicos y la industrialización. Por último, la "deuda de las emisiones" resalta cómo los países ricos han agotado gran parte de la capacidad atmosférica, limitando el crecimiento de los países en desarrollo, lo que exige una drástica reducción de las emisiones por parte de los países industrializados para saldar esta deuda. Por ese motivo, los países con una deuda climática considerable, derivada de sus altas emisiones de gases de efecto invernadero, tienen la responsabilidad de compensar a aquellos países que han contribuido en menor medida al deterioro ambiental.
Este concepto es parte de un marco más amplio denominado deuda ecológica, aunque ha ganado mayor visibilidad desde que fue planteado en la Conferencia de las Naciones Unidas sobre el Cambio Climático de 2009, cuando los países en vías de desarrollo, liderados por Bolivia, abogaron por el pago de esta deuda.

## Historia
El concepto de deuda climática fue desarrollado por organizaciones no gubernamentales en la década de 1990.  Sus postulantes afirmaron entonces que el Norte Global tiene una deuda con el Sur Global por su aporte al cambio climático. Durante la Cumbre del Grupo de los 77 celebrada en La Habana en 2000, los países en desarrollo abogaron por el reconocimiento de la deuda climática contraída por el Norte Global como base para dar soluciones a los problemas climáticos. Sin embargo, el concepto de deuda climática no fue definido explícitamente en la Convención Marco de las Naciones Unidas sobre el Cambio Climático.
En la Conferencia de las Naciones Unidas sobre el Cambio Climático de 2009, países como Bolivia, Venezuela, Sudán y Tuvalu rechazaron la adopción del Acuerdo de Copenhague, apuntando a la falta de voluntad de los países industrializados a asumir la responsabilidad del cambio climático.  En la conferencia, Bolivia, Cuba, Dominica, Honduras, Nicaragua y Venezuela presentaron una propuesta evaluadora de la deuda climática histórica de los países desarrollados en relación a los países en desarrollo. La propuesta analizó las causas del cambio climático y definió las deudas de adaptación y de emisiones.
En 2010, Bolivia y otros países en desarrollo acogieron la Conferencia Mundial de los Pueblos sobre el Cambio Climático y los Derechos de la Madre Tierra, concluyendo en el Acuerdo de los Pueblos, que establece que la deuda climática no solo se paga mediante una compensación económica sino también mediante justicia restaurativa.

## Deuda de adaptación
La deuda de adaptación es la compensación que los países en desarrollo reclaman como adeudo vinculado al daño que sufren a causa de los efectos ambientales que produce el mundo desarrollado. Esto se basa en la idea de que las naciones más pobres enfrentan las consecuencias más dañinas del cambio climático, a pesar de su poca contribución a la situación.
Científicos e investigadores señalan que, como resultado del aumento del nivel del mar provocado por las emisiones de países desarrollados, la gente de los países en vías de desarrollo sufre una cantidad cada vez mayor de desastres naturales, con su consecuente daño económico, perjudicando el sustento de sus habitantes.
Los desastres provocados por el cambio climático afectan de modo desproporcionado a las regiones tropicales en desarrollo, causándoles desastres y pérdidas económicas calculadas en billones de dólares desde principios del siglo XXI, aproximadamente. Estos países también suelen carecen de la infraestructura, el desarrollo y el capital necesarios para recuperarse de un desastre, forzándoles a pedir dinero prestado a intereses más altos para ayudar a su restauración.  Esto a su vez afecta a las oportunidades, el desarrollo y la calidad de vida de quienes viven en esas regiones.
La deuda de adaptación tiene el fin de que los países desarrollados asuman responsabilidad, apoyando al desarrollo de las naciones que han sufrido los efectos ambientales nocivos de su industrialización y sus emisiones de carbono.Como señala la Convención Marco, esto se puede lograr proporcionando asistencia financiera y disponiendo recursos para ayudar a enfrentar mejor los desastres naturales.

## Deuda por emisiones

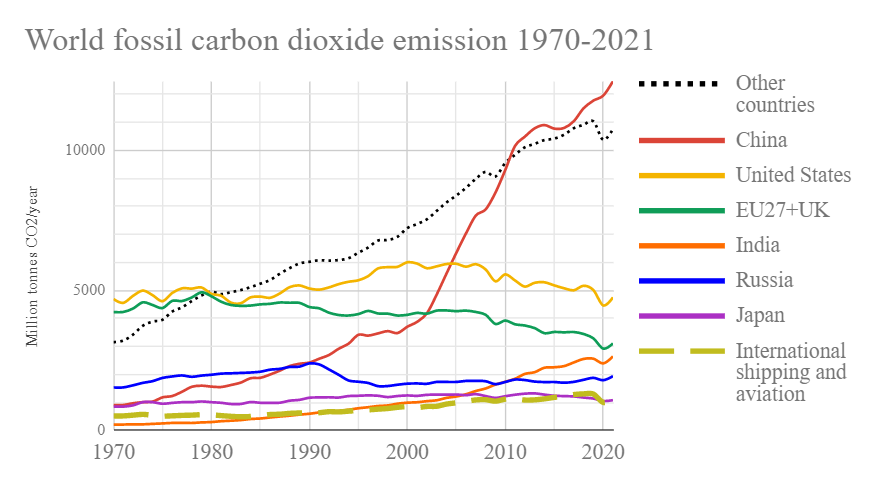
Emisiones mundiales de dióxido de carbono fósil de seis países y confederaciones clave

La deuda por emisiones es la obligación que tienen los países desarrollados en función de su aporte mayoritario a la emisión de gases de efecto invernadero en la atmósfera, a pesar de tener poblaciones relativamente menos numerosas. Debido a este aporte, actualmente la cantidad de carbono que la Tierra tiene la capacidad de absorber es menor.
El concepto de deuda de emisiones sostiene que los países desarrollados han abusado de su asignación justa del espacio para emisiones de carbono, lo cual deriva en una falta de espacio para que otros países puedan emitir gases durante su proceso de industrialización, lo que supone una carga para su desarrollo y subsistencia.
Los datos muestran que desde el año 1750, aproximadamente, solo Estados Unidos ha contribuido al 25% de todas las emisiones de carbono, y los demás países desarrollados han contribuido al 70% del total de éstas. Se estima que el promedio de los estadounidenses pueden llegar a tener una deuda de hasta 12.000 dólares por las emisiones de carbono generadas entre 1970 y 2013.
Para saldar la deuda de emisiones, los países desarrollados tendrían que ayudar a los países en desarrollo a industrializarse de modo que se reduzca la presión sobre el medio ambiente, y así se mantenga el cambio climático a raya, lo cual también requiere realizar esfuerzos para reducir las emisiones de carbono a nivel global.Esta deuda convoca también a una redistribución del espacio de carbono que las naciones desarrolladas y las naciones en desarrollo comparten, y tiene el fin de asignar este espacio de acuerdo a la población de cada país.
En noviembre de 2014, los países del G20 comprometieron su apoyo y contribución monetaria al Fondo Verde para el Clima, cuyo objetivo es ayudar a los países en desarrollo a reducir las emisiones de sus propios procesos económicos y de desarrollo.  También les ayudará a adaptarse a las consecuencias del cambio climático. El objetivo de esta iniciativa es aportar 100.000 millones de dólares al Fondo Verde para el Clima cada año a partir de 2020.  

## Debate político
El apoyo a la noción de la deuda climática generalmente proviene de países en desarrollo y organizaciones no gubernamentales ambientalistas,mientras que las críticas generalmente provienen de las naciones desarrolladas. Los analistas independientes tienen opiniones diversas sobre el asunto, tanto en apoyo como en contraposición a la idea.

### Apoyo
El apoyo a la implementación de un marco de acción para la deuda climática está encabezado por los países en desarrollo que han sufrido y seguirán sufriendo los impactos negativos más graves del cambio climático.   Otros partidarios importantes incluyen a varias ONG ambientalistas y movimientos de justicia climática en países desarrollados. 
Al presentar formalmente la idea de la deuda climática en la conferencia de Copenhague, Bolivia mostró evidencias de que su nación se ha visto afectada negativamente por el cambio climático: amenazas al suministro de agua debido al retroceso de los glaciares, sequías, inundaciones e impacto económico negativo,complementando datos que mostraban que los países desarrollados han contribuido mucho más al cambio climático que los países en desarrollo, a pesar de ser estos últimos los que corren mayor riesgo de sufrir sus efectos dañinos. Esta evidencia se utilizó para apoyar el argumento de que los países desarrollados tienen una deuda climática con los países en desarrollo, que debe ser pagada en forma de reducción de emisiones según lo establece el Acuerdo de Copenhague.  Asimismo, se afirmó que los países en desarrollo tienen derecho al espacio ambiental que los países desarrollados han invadido con sus emisiones excesivas, y que el pago de la deuda climática es un medio para lograr ocupar ese espacio.
El grupo de países que propusieron primero las ideas que luego habrían de convertirse en el fundamento de la noción de la deuda climática fue la Alianza de Pequeños Estados Insulares,a los cuales pronto se adhirieron la mayor parte de los Países Menos Desarrollados.

### Críticas
Tanto los países desarrollados, así como algunos analistas políticos independientes han criticado la idea de la deuda climática.  Los países desarrollados generalmente tienen una predisposición negativa al concepto de deuda climática, dado que esta supone que los Estados deben reducir rápidamente sus emisiones y brindar un cuantioso apoyo financiero a los países en desarrollo.
Comúnmente, estas críticas pretenden invalidar la idea de que los países desarrollados tengan una deuda con los países en desarrollo como compensación por las emisiones y el daño ecológico que causaron históricamente. Estos argumentos incluyen: que, aunque los países son responsables de las emisiones que han producido, no deberían cargar con la culpa ni tener deudas; que no se comprendían los efectos nocivos de las emisiones de carbono hasta hace poco y que, por lo tanto, cualquier emisión realizada antes de este aprendizaje no debería conllevar la admisión de culpa; que los países no deberían llevar las cargas de las acciones de sus antepasados, dado que las generaciones actuales no tenían control sobre ellas.
Varios críticos afirman que, si bien el concepto de deuda climática puede ser éticamente correcto, en la práctica podría socavar las discusiones políticas sobre el cambio climático debido a su posicionamiento "antagónico", por lo cual se requeriría un marco diferente para negociar.
En respuesta a algunas de estas críticas, los partidarios de la deuda climática afirman que son pocos quienes expresan críticas, y que la mayoría de los analistas políticos están a favor de ejecutar la deuda climática.